# Jorge de Meneses
Jorge de Meneses (ca. 1498 - ?) fou un navegant i explorador portuguès i governador de Ternate. Fou el primer europeu a desembarcar a Nova Guinea el 1526, quan es desvià de la seva ruta cap a les illes de les espècies i s'hagué de refugiar a l'illa de Waigeo (actualment Indonèsia), a l'espera del pas del monsó. Anomenà la regió Islas dos Papúas a partir de la paraula malaia Papuwah, que significa "arrissat" i que és com qualificaven els navegants malais a la població melanèsia de les illes pel seu característic cabell arrissat. Meneses va estar-se allà durant quasi un any, sense explorar excessivament Nova Guinea.
Fou el governador portuguès de Ternate, indret visitat per primera vegada pels portuguesos el 1512.